# 9098 Тосіхіко
9098 Тосіхіко (9098 Toshihiko) — астероїд головного поясу, відкритий 27 січня 1996 року.
Тіссеранів параметр щодо Юпітера — 3,263.
Названо на честь Тосіхіко (яп. としひこ(俊彦) тосіхіко).